# Bataille d'Yzeron
La bataille d'Yzeron est une bataille ayant eu lieu en 1158, opposant le comte Guy II de Forez et l'Archevêque Héraclius de Montboissier.

## Contexte géopolitique autour de la bataille et forces en présence
À la suite d'une bulle impériale qui accordait à Héraclius de Montboissier, l’Archevêque de Lyon, tous les droits souverains sur la ville de Lyon et toute la partie du diocèse à l’ouest de la Saône, celui-ci entreprit d’expulser Guy II, comte de Lyon et de Forez, du territoire entre la Saône et les monts du Lyonnais. Il vint mettre le siège devant la forteresse d’Yzeron, qui protégeait la route liant Lyon à Montbrison, peut-être poussé par les Lyonnais qui préféraient la domination lointaine de l’empereur à celle plus concrète du roi de France.
L’archevêque disposait, en plus des forces de quelques châtelains et vassaux, d’une armée redoutable en apparence composée de bourgeois Lyonnais, équipés de solides armures, piques et arbalètes, suivis de leurs nombreux serviteurs et domestiques. Mais ces contingents, malgré leur nombre et leurs bons équipements, n’avaient que peu d’expérience et d’esprit militaire, les rendant peu efficaces dans la réalité du terrain.
Héraclius fit également appel à Géraud Ier, comte de Mâcon, qui lui fournit des troupes aguerries mais peu nombreuses.
Le comte de Forez, lui, pouvait compter sur son armée et celle de son cousin Guigues V, comte d’Albon,.

## Déroulement de la bataille
Munie de machines de siège, l’armée d’Héraclius tenta à plusieurs reprises de prendre la forteresse, sans succès.
Le comte Guy II de Forez arriva ensuite sur les lieux avec son armée.
La bataille proprement dite fut livrée sur le plateau qui s‘étends à l’ouest du village. Les Foréziens arrivèrent par la route de Duerne, obliquèrent par leur droite, et abordèrent à l'ouest le plateau où les Lyonnais avaient établi leur camp. Cette attaque surprise les rejetèrent au bas de la montagne, sur la route, ou les hommes de Guy II les poursuivirent, leur infligeant beaucoup de pertes.

## Suites de la bataille
Les Lyonnais et le comte de Mâcon, battus et mis en déroute, s’enfuirent et rentrèrent à Lyon, où il est dit que les habitants paniquèrent, croyant voir leurs ennemis marcher sur les pas des vaincus.
Le comte Guy II n’abusa pas de sa victoire et accepta l’armistice que lui demandèrent les Lyonnais. Cependant les hostilités reprirent par la suite.